# Cyphon ochraceus
Cyphon ochraceus là một loài bọ cánh cứng trong họ Scirtidae. Loài này được Stephens miêu tả khoa học năm 1830.